# Taebong
Taebong (coreano: 태봉) era uno Stato fondato da Gung Ye (coreano: 궁예) sulla penisola coreana nel 901 durante i Tre regni posteriori.

## Nome
Il nome iniziale dello Stato era Goryeo, in omaggio a Goguryeo, un precedente stato della Manciuria e della penisola nordcoreana che aveva anch'esso assunto il nome "Goryeo" dal V secolo. Gung Ye cambiò il nome dello stato in Majin nel 904 e infine in Taebong nel 911. Quando Wang Geon rovesciò Gung Ye e fondò il regno di Goryeo, ripristinò il nome originale, ma, per distinguere lo Stato di Gung Ye da quello di Wang Geon, gli storici successivi lo chiamarono Hugoguryeo (Goguryeo posteriore) o Taebong, il suo nome definitivo.

## Storia
Taebong fu fondato con il sostegno della popolazione ribelle di Silla. Secondo la leggenda, Gung Ye era figlio del re Heonan o del re Gyeongmun di Silla. Un indovino profetizzò che il neonato avrebbe portato un disastro a Silla, quindi il re ordinò ai suoi servi di ucciderlo; tuttavia, la sua tata nascose Gung Ye e lo allevò segretamente e in seguito questi si unì alle forze ribelli di Yang Gil nel 892. Silla, dopo quasi un millennio come regno centralizzato, stava rapidamente declinando e Gung Ye diede il via a una propria ribellione e assorbì le forze di Wang Geon a Songak, dove stabilì la capitale nel 898. Nel 901, dopo aver sconfitto Yang Gil e altri signori locali, si proclamò re.
Gung Ye trasferì la capitale da Songak a Cheolwon nel 905. Taebong al suo apice consisteva nel territorio delle attuali province di Hwanghae settentrionale e meridionale, Gyeonggi, Gangwon/Kangwon, Pyongyang, Chungcheong settentrionale e la parte meridionale di Jeolla meridionale.
Nei suoi ultimi giorni, Gung Ye si proclamò Buddha e divenne un tiranno che condannò a morte chiunque si opponesse a lui, inclusa sua moglie. Di conseguenza, nel 918 quattro dei suoi generali – Hong Yu, Bae Hyeon-gyeong, Shin Sung-gyeom e Bok Ji-gyeom – rovesciarono Taebong e insediarono Wang Geon come re Taejo.
Subito dopo, fu fondato Goryeo, che fu influenzato culturalmente da Taebong. Alcuni cambiamenti apportati da Gung Ye alle cerimonie buddhiste sopravvissero alla sua morte e alla caduta di Taebong, e rimasero in vigore a Goryeo.
| Controllo di autorità | VIAF (EN) 153838215 · LCCN (EN) n2009016202 |